# フョルスヴィーズルの言葉

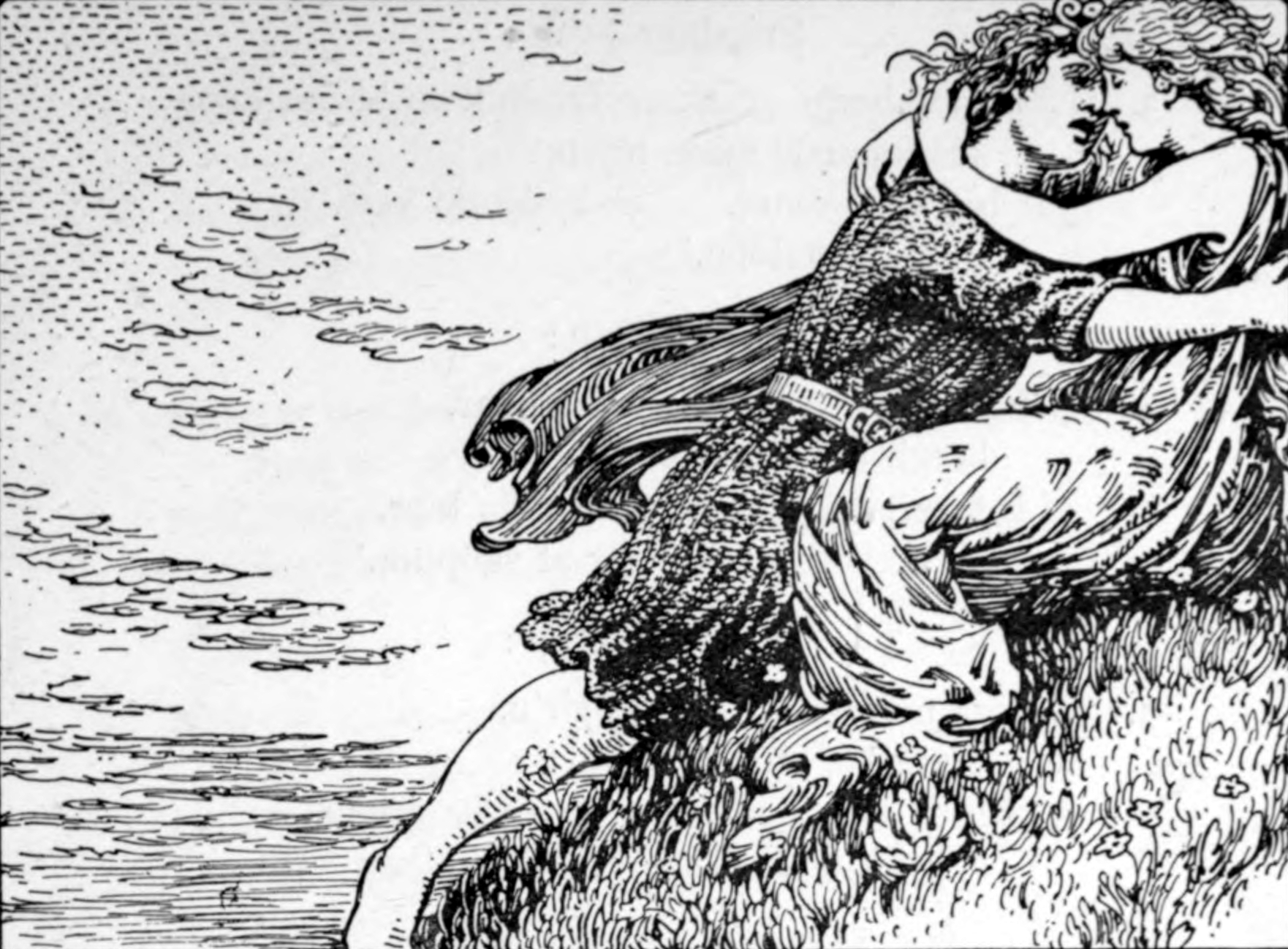
スヴィプダグルとメングロズ

『フョルスヴィーズルの言葉』（古ノルド語：Fjǫlsvinnsmál フョルスヴィンスマール）とは、古ノルド語の詩である。邦題としては他に『フィヨルスヴィズの言葉』、『フィヨルスヴィズの歌』、『フィヨルスヴィドのバラード』などがある。
のちにもう一つの詩『グローアの呪文歌』と共に、『スヴィプダグルの言葉』という一本の詩にまとめられた。
この詩は最も後期になってから作られたエッダ詩の一つと見なされている。それにもかかわらず、不可解な部分が存在し、また破損したスタンザも複数存在しているという。

## 内容
この物語の前段にあたる『グローアの呪文歌』の中で、スヴィプダグル (en) は自身に冷たくあたる義母から受けた命令をやり遂げるために、不思議な力を持っていた亡き母グローア (en) の助力を得た。
『フョルスヴィーズルの言葉』は、スヴィプダグルが山の頂上にある城に辿り着くところから始まる。門番を務めていた巨人フョルスヴィーズルは彼を追いやろうとし、名前を聞き出そうとするが、スヴィプダグルは巧みに真の名前を隠しつつ答える。
スヴィプダグルはフョルスヴィーズルとの問答の中で、求める女性メングロズが目の前の城の中におり、そしてその城には誰一人として入ることができないようになっているのを知る。彼女を救うとされている一人の男、スヴィプダグルを除いては。そこに至って彼は自身の名を明かし、扉は開かれ、メングロズは彼を歓待する。

## 写本
『フョルスヴィーズルの言葉』は、『グローアの呪文歌』と共に17世紀の紙写本から発見された。3つ以上の写本では、その収録順は内容とは逆となっており、また間に『ヒュンドラの歌』が挟まっていた。
写本のスキャン画像を公開するサイト「Sagananet.is」の分類検索によると、この詩が収められている写本として、
- Lbs 1562 4to （1650年-1799年頃作成？）
- Lbs 214 4to （1723年-1776年頃？）
- Lbs 1588 4to （1750年-1799年頃？）
- Lbs 1689 4to （1770年-1820年頃？）

などがあるという。このうち最も古い写本である Lbs 1562 4to では、各詩篇に番号が振られていたが、35番が『フョルスヴィーズルの言葉』、36番が『ヒュンドラの歌』、37番が『グローアの呪文歌』となっていた。

## 研究史
1854年になって、スヴェン・グルントヴィは、『グローアの呪文歌』と中世スカンディナヴィアのバラッド『若きスヴェイダル』("Ungen Svejdal")の前半部分との間に関連性が認められることを指摘した。それを受け、1856年にソーフス・ブッゲ (en) は『Forhandlinger i Videnskabs-Selskabet i Christiania, aar 1860（クリスチャニア学会論集 1860年号）』に寄稿した論文「Forbindelsen mellem de norrøne Digte Grógaldr og Fjölsvinnsmál oplyst ved Sammenligning med den dansk-svenske Folkevise om Sveidal.（デンマーク・スウェーデンの民謡『スヴェイダル』との比較によるエッダ詩『グローアの呪文歌』と『フョルスヴィーズルの言葉』の繋がりの解明）」の中で、バラッドの残りの部分が『フョルスヴィーズルの言葉』に相当することを解き明かし、この2つの詩をまとめて『スヴィプダグルの言葉』と呼んだ。この題名は後世の研究者にも受け入れられている。